# Antiguo tamil
El antiguo tamil se refiere a una lengua muerta, que junto con el sánscrito, Canarés, Télugu, Malabar y Oriya son las lenguas clásicas de la India. El antiguo tamil aparece testimoniado por primera vez en el 254 a. C. y constituye la forma más antigua conocida de las lenguas drávidas, una familia que actualmente está formada por más de 24 lenguas diferentes.
El antiguo tamil, no es simplemente una forma arcaica o antigua de tamil, sino una lengua diferentes de la que derivan el moderno tamil, el malayalam y otras lenguas drávidas meridionales (en el mismo sentido que el italiano o el francés derivan del latín).

## Aspectos históricos, sociales y culturales

### Historia
El período del antiguo tamil se extiende desde los primeros textos hasta el siglo VII d. C., fecha a partir de la cual se diferencia entre tamil medieval en la parte oriental y malayam medieval en la parte occidental. Entre las lenguas del grupo tamil-malayam se distinguen tres períodos principales:
- antiguo tamil (s. III a. C. - s. VII d. C.)
  - antiguo tamil temprano (s. III a. C. - s. I d. C.)
  - antiguo tamil medio (II-siglo IV d. C.)
  - antiguo tamil tardío (siglo IV d. C.-VII)
- tamil medieval y malayalam medieval (siglo VIII-XIV)
- tamil y malayalam modernos (siglo XV - presente)

El antiguo tamil es muy diferente del tamil medieval y más aún del malayalam medieval, por lo que deben ser considerados lenguas claramente diferentes, con sus propias estructuras gramaticales, por más que se aprecia una evolución continua desde el estado más antiguo a los estadios más modernos (como se observa entre el latín y las modernas lenguas romances). A partir del siglo VII se percibe una clara diferencia entre la lengua antiguo tamil tardío o tamil medieval temprano de la zona occidental, separada del resto del territorio por los montes Ghats occidentales, y los de la zona oriental. En la zona occidental aparecería el malayalam medieval mientras que en la zona oriental la lengua evolucionaría hasta dar el tamil medieval que es algo más conservador que el malayalam. El malayalam perdería las reglas de concordancia entre sujeto y verbo y además la influencia del sánscrito sería más notable, por lo que aparecería la diferencia entre oclusivas aspiradas y no aspiradas, que no están presentes en el tamil medieval. Igualmente el antiguo tamil parece ser la lengua desde la que evolucionó el moderno irula. Por otra parte el moderno tamil de Śri Lanka es algo más conservador y arcaizante que el tamil continental de Tamil Nadu. Así el tamil insular aún conserva la distinción tripartita de los deícticos del antiguo tamil (ivaṉ 'este', uvaṉ 'ese', avaṉ 'aquel'). Igualmente el tamil insular todavía conserva una forma de pretérito perfecto que es el continuador directo del mismo tiempo en antiguo tamil (a pesar de estas diferencias el tamil continental y el insular tienen un alto grado de inteligibilidad mutua).

### Redescubrimiento
La mayor parte de textos en antiguo tamil, así como sus comentarios medievales, fueron olvidados durante siglos, siendo redescubiertos solo a partir de la segunda mitad del siglo XIX. El período medieval estuvo marcado por el conflicto entre hindúes, budistas y jainistas, del que los hindúes emergieron como el grupo dominante y anatemizaron los textos religiosos de otras confesiones y destruyeron muchos de ellos. Por esa razón solo se conserva un texto budista en antiguo tamil, aunque se han conservado un número mayor de textos jainistas por la ritual del sastradaṉam por el cual algunos hombre ricos patrocinaban la copia de antiguos manuscritos que servían como regalos de bodas y otros acontecimientos. Muchas de las copias escritas en materiales perecederos como hojas de palma se deterioraron por el clima extremo del sur de la India, e incluso muchos fueron arrojados a los ríos tras el fallecimiento de sus propietarios. El redescubrimiento de los antiguos textos debe mucho a eruditos indios como U.V. Caminata Aiyar (1855-1937) que hicieron un meticuloso trabajo de recuperación y edición de textos olvidados. También algunos eruditos británicos que se interesaron por la historia de la antigua India.

### Literatura
Las primeras inscripciones en antiguo tamil son inscripciones cortas datadas a partir del s. III a. C. encontradas en cuevas y en fragmentos de cerámica. Estas inscripciones usan una variante del alfabeto brahmi. El primer texto largo importante en antiguo tamil es el Tolkāppiyam, un tratado sobre gramática del antiguo tamil y poética, cuyas partes más antiguas se podrían remontar al siglo I a. C. A partir de esa fecha se conserva un número importante de obras literarias en antiguo Tamil, entre estas se conserva un corpus de 2381 poemas, colectivamente llamados literatura del período Sangam. Estos poemas se datan entre los siglos I y V d. C., esto hace de estos textos el cuerpo de literatura seglar más antiguo de la India.
 Otros trabajos literarios en antiguo tamil son el Thirukural, el Silappatikaram y el Maṇimēkalai, así como un conjunto de textos didácticos y étcios, escritos entre los siglos V y VII.

### Variedades
Los textos conservados en antiguo tamil se clasifican en tres variedades que se distinguen en parte por su origen:
- Antiguo tamil epigráfico, conocido por edictos sobre roca, epigrafía encontrada en cuevas e inscripciones similares que usan variantes del alfabeto brahmi empleado por Aśoka, la más antigua de las cuales se ha datado en el 254 a. C.
- Antiguo tamil mixto, también inscrito sobre piedra, que parece consistir en una forma mixta de antiguo tamil y sánscrito que prefigura la mezcla de códigos medieval conocida como maṇippiravāḷam (lit. 'gemas y perlas').
- Antiguo tamil académico (caṅkat tamiẓ), que es la variedad más abundamentemente testimoniada y la que usan la mayor parte de textos conocidas, que es contemporánea de las otras dos.

## Descripción lingüística
El antiguo tamil conserva muchas características del proto-drávida, incluyendo el inventario de consonantes, la estructura silábica, y varias características gramaticales. Entre estas, la ausencia de un tiempo de presente diferenciado, ya que el antiguo tamil como el proto-dravídico tiene solo dos tiempos: el pasado y el "no-pasado". Esto cambió en tamil medieval donde existen tres tiempos presente, pasado y futuro y es una innovación respecto al estado más antiguo.

### Gramática
Una característia notable del antiguo tamil, es que en esa lengua los verbos tienen una conjungación específica para la negación (kāṇēṉ (காணேன்) 'no [lo] veo', kāṇōm (காணோம் 'no [lo] vemos'). Los nombres pueden tomar sufijos pronominales igual que los verbos para expresar ciertas ideas, por ejemplo,  peṇṭirēm (பெண்டிரேம்) 'somos mujeres' se fora a partir de peṇṭir (பெண்டிர்) 'mujeres' y la marca de primera persona plural -ēm (ஏம்).
A pesar de que existen una gran cantidad de cambios gramaticales y sintácticos entre el antiguo tamil y tamil medieval (razón por la que se consideran lenguas diferentes), existe una continuidad evidente entre esas dos lenguas y entre el tamil medieval y el tamil moderno

### Léxico
El antiguo tamil tiene  relativamente pocos préstamos léxicos procedentes de las lenguas indoarias, mientras que en tamil medieval este tipo de préstamos serán muy comunes.